# Кестеняв лангур
Кестенявият лангур още червен лангур (Presbytis rubicunda) е вид бозайник от семейство Коткоподобни маймуни (Cercopithecidae).

## Разпространение
Видът е разпространен в Индонезия (Калимантан) и Малайзия (Сабах и Саравак).